# Частуха злаковая
Часту́ха зла́ковая, или Частуха злаковидная (лат. Alisma gramineum) — вид однодольных растений рода Частуха (Alisma) семейства Частуховые (Alismataceae). Впервые описана бельгийским ботаником Александром Луи Симоном Леженом в 1811 году.

## Распространение и среда обитания
Распространена в умеренных зонах Северного полушария. Общий ареал включает в себя ряд стран Европы (включая Россию), Африки, юго-западной Азии, Северной Америки, Китай, Афганистан, Казахстан, Монголию, Пакистан, Таджикистан и Узбекистан.

## Ботаническое описание
Гемикриптофит или гелофит.
Клубни мелкие либо незаметные.
Листья ланцетные, жилистые.

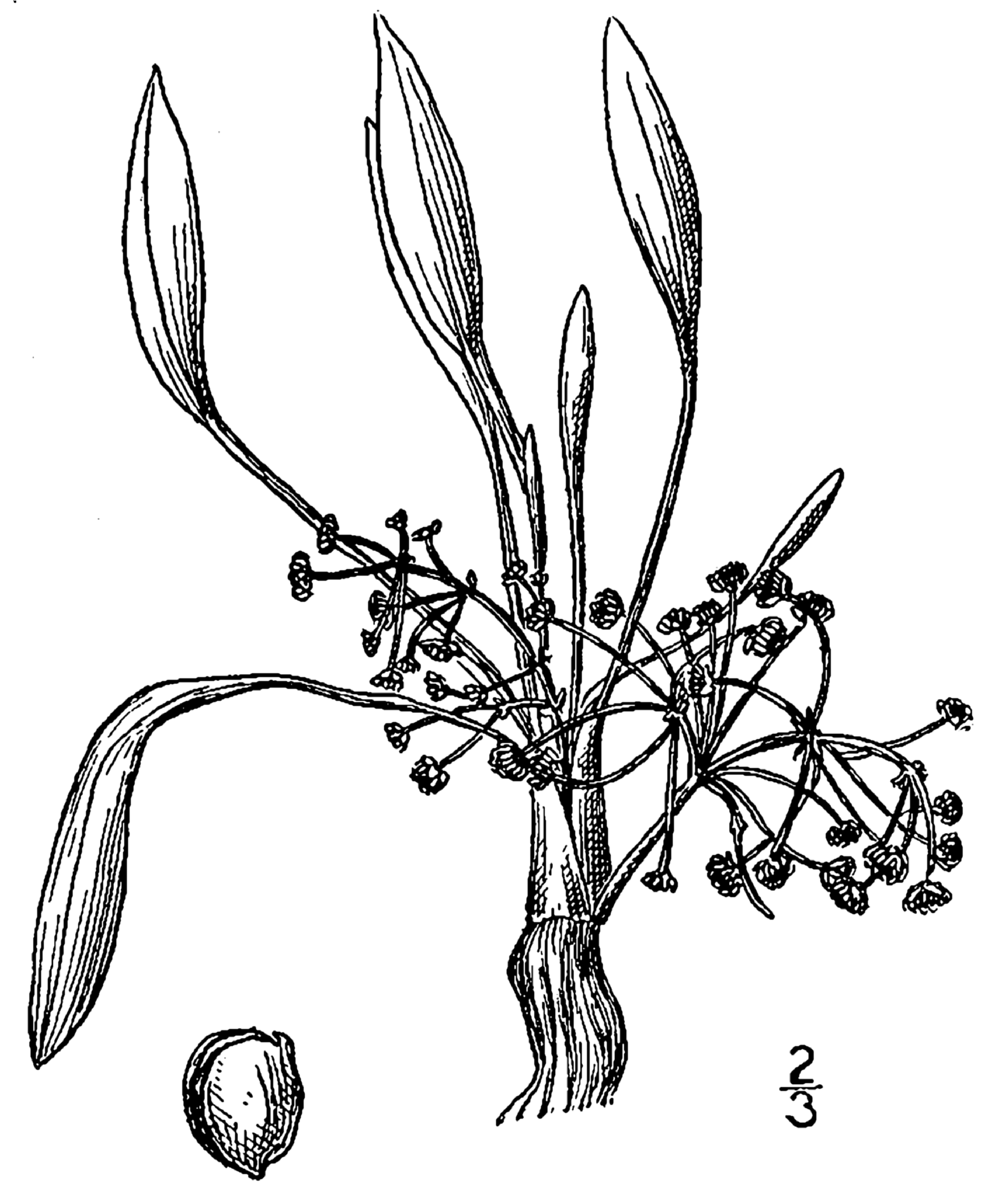
Ботаническая иллюстрация из книги Натаниэля Бриттона и Аддисона Брауна Illustrated flora of the northern states and Canada, 1913.

Соцветие метельчатое. Цветки с белыми округлыми лепестками.
Плод — семянка обратнояйцевидной или треугольной формы.
Цветёт и плодоносит с июня по сентябрь.
Набор хромосом — 2n=14.

## Природоохранная ситуация
Внесена в Красные книги Восточной Фенноскандии, Латвии, Литвы, Эстонии, а также в Красные книги ряда регионов России — Вологодской, Калининградской, Нижегородской, Рязанской, Тамбовской областей, республик Марий Эл, Мордовия, Татарстан, Удмуртия и города Санкт-Петербург.

## Систематика
По информации базы данных The Plant List (2013) содержит разновидность:
- Alisma gramineum var. graminifolia (Wahlenb.) Hendricks

По информации базы данных The Plant List (2013), в синонимику вида входят следующие названия:
- Alisma arcuatum Michalet
- Alisma arcuatum var. angustissimum (DC.) Lunell
- Alisma arcuatum var. graminifolium (Wahlenb.) Casp.
- Alisma arcuatum var. lanceolatum (Buchenau) Lunell
- Alisma arcuatum var. pumilum Prahl
- Alisma geyeri Torr.
- Alisma geyeri var. angustissimum Lunell
- Alisma geyeri var. giganteum Lunell
- Alisma geyeri var. pumilum (Prahl) Lunell
- Alisma gramineum f. aestuosum (Bolle) Soó
- Alisma gramineum var. angustissimum (DC.) Hendricks
- Alisma gramineum f. arcuatum (Michalet) Tournay & Lawalrée
- Alisma gramineum var. geyeri (Torr.) Sam.
- Alisma gramineum var. graminifolium (Wahlenb.) Hendricks
- Alisma graminifolium (Wahlenb.) Ehrh. ex Ledeb.
- Alisma graminifolium f. angustissimum (DC.) Glück
- Alisma graminifolium f. pumilum (Nolte ex Sond.) Glück
- Alisma graminifolium f. semimersum Glück
- Alisma graminifolium f. strictum Glück
- Alisma graminifolium f. terrestre Glück
- Alisma loeselii Gorski
- Alisma loeselii Gorski ex Juzep.
- Alisma plantago var. angustissimum DC.
- Alisma plantago-aquatica f. aestuosum Bolle
- Alisma plantago-aquatica var. angustissimum DC.
- Alisma plantago-aquatica f. angustissimum (DC.) Asch. & Graebn.
- Alisma plantago-aquatica subsp. arcuatum (Michalet) Nyman
- Alisma plantago-aquatica var. arcuatum (Michalet) Buchenau
- Alisma plantago-aquatica var. decumbens Boiss.
- Alisma plantago-aquatica var. graminifolium Wahlenb.
- Alisma plantago-aquatica subsp. graminifolium (Wahlenb.) Hegi
- Alisma plantago-aquatica f. lanceolatum Buchenau nom. illeg.
- Alisma plantago-aquatica var. micropetalum Celak.
- Alisma plantago-aquatica f. micropetalum (Celak.) Buchenau
- Alisma plantago-aquatica var. pumilum Nolte ex Sond.
- Alisma plantago-aquatica var. terrestre (Glück) Hegi
- Alisma validum Greene